# Jorge Benavides (humorista)
Jorge Luis Benavides Gastello (Lima, 9 de abril de 1967),  conocido también como JB, es un actor, imitador, comediante, productor y director peruano que trabaja desde los años 1980 en programas cómicos en su país. 
Su carrera empezó en Trampolín a la fama como invitado, luego en Risas y salsa. Volvió a destacar en la década de 1990 con programas de humor creados por él mismo: JB noticias, La paisana Jacinta, El especial del humor (originalmente Los inimitables), JB en Willax, El wasap de JB y JB en ATV.

## Vida personal
Jorge es hijo de Alfredo Benavides Prado (fallecido el 9 de diciembre de 2004) y Cecilia Gastello (fallecida el 8 de abril de 2023), tiene 4 hermanos, Patricia, Carlos, Alfredo y Christian (fallecido en 2010). Alfredo también es humorista y actuó en Risas y salsa, mientras Christian contó con participaciones en JB noticias, La paisana Jacinta y El especial del humor, además de productor de este último hasta 2009.
Jorge estuvo casado con la vedette colombiana Athala Meza, con quien tuvo una hija, Sol Isis Jahaira (n. 1993). Se volvió a casar de nuevo, el 24 de abril de 2009, esta vez con la bailarina y coproductora de El wasap de JB, Karin Marengo Núñez, su actual pareja, con quien tiene dos hijos.

## Carrera
En el año 1984, Jorge conoció los sets de televisión, participando en cuatro programas a fines de los años 1980 en América Televisión: El Enchufe, JB, el imitador, El barrio en movimiento y el legendario programa de la animadora Yola Polastri, Hola Yola. Tres años después conoció al también comediante y actor Carlos Vílchez en 1987, hasta que en 1994 iniciaron este programa humorístico bajo el nombre de JB noticias con su larga y exitosa temporada en Frecuencia Latina con parte del elenco de sus anteriores programas.
El programa de humor JB noticias inició con buen rating en 1994 gracias a la popularidad del elenco, sketchs y personajes creados por Benavides. En el 2001, terminó el programa por la disminución de la audiencia. Pero tras al terminar el programa, el personaje de "La paisana Jacinta" pasa de ser un sketch a un programa propio de 3 temporadas. 
En 2005, Jorge se reencontró con los actores Lucy Cabrera, Haydeé Cáceres, Carlos Vílchez y Enrique "Yuca" Espejo para hacer el programa Jacinta (segunda temporada de La paisana Jacinta), durante una breve cancelación de su otro programa de humor El especial del humor. Allí, volvieron personajes de "Carlota" y "Luis Miguel", y de "Alejandro Guerrero". 
Luego de la salida de Carlos Álvarez de El especial del humor, regresaron algunos sketchs propios de JB noticias interpretados por Benavides.

## Personajes
Algunos de los personajes más notables que ha interpretado son:
- La paisana Jacinta
- R2D2 el monaguillo
- El negro te la Mama
- Cristina Saralegui (quien la permitió internacionalizarse como invitado de su programa)[10]
- Martha Hitlerman (imitación de la lingüística y política Martha Hildebrandt)
- Rambo (imitación del personaje John Rambo, de la película homónima)
- Mascaly Metida (parodia de la conductora de televisión y periodista de espectáculos Magaly Medina)
- La tía Gloria (parodia de la exministra y congresista Gloria Helfer)[11]
- La Pepa (parodia del futbolista Horacio Baldessari)
- Luis Miguel (parodia del cantante mexicano del mismo nombre)
- Jano Cabanossi (parodia del exparticipante de Yo Soy Jano Canavesi, imitador argentino de Luis Miguel)
- Kenyi Yuquimori (parodia al político peruano Kenji Fujimori)
- César Telacuña (parodia al político peruano César Acuña)
- La "Foquita" Farfán (parodia al exfutbolista peruano Jefferson Farfán)
- El prosor Autori (parodia al entrenador brasileño Paulo Autuori)
- El profe Careca (parodia al exfutbolista y entrenador argentino Ricardo Gareca)
- El tío Lisuratás (parodia al congresista Daniel Abugattás)[12]
- Jeta Jeta Uribe (parodia al exfutbolista y entrenador peruano Julio César Uribe, que el suplemento deportivo de El Comercio calificó en 2007 como la mejor imitación del año)[13]
- Mario Vargas Choza (parodia al escritor Mario Vargas Llosa)
- Elian Karpa (parodia a la ex primera dama Eliane Karp)
- Michael Jackson (representación del cantante estadounidense del mismo nombre)
- David Copperfield (representación del ilusionista estadounidense del mismo nombre)
- Jaime Bayly
- Variados presidentes del Perú como Martín Vizcarra, Alan García, Francisco Sagasti, Pedro Pablo Kuczynski, Alberto Fujimori y otros.

## Filmografía

### Televisión
| Título                            | Periodo   | Medio de difusión       |
| --------------------------------- | --------- | ----------------------- |
| Hola Yola                         | 1980-1984 | América Televisión      |
| El barrio del movimiento          | 1984-1985 | América Televisión      |
| Risas y salsa                     | 1986-1990 | Panamericana Televisión |
| JB el imitador                    | 1990-1993 | ATV                     |
| El enchufe                        | 1993-1994 | América Televisión      |
| JB Noticias                       | 1994-2001 | Frecuencia Latina       |
| La paisana Jacinta                | 1999-2002 | Frecuencia Latina       |
| Carnecitas                        | 1999      | Frecuencia Latina       |
| Risas Latinas                     | 2000-2004 | Frecuencia Latina       |
| Los cuentos de la paisana Jacinta | 2002      | Frecuencia Latina       |
| Los inimitables                   | 2004      | Frecuencia Latina       |
| El especial del humor             | 2004-2014 | Frecuencia Latina       |
| Jacinta                           | 2005      | Frecuencia Latina       |
| Lo mejor del especial del humor   | 2010-2011 | Frecuencia Latina       |
| La paisana Jacinta                | 2014-2015 | Frecuencia Latina       |
| JB en Willax                      | 2016-2017 | Willax Televisión       |
| KG de risa                        | 2016-2017 | Willax Televisión       |
| El wasap de JB                    | 2017-2021 | Latina Televisión       |
| La máscara                        | 2020      | Latina Televisión       |
| JB en ATV                         | 2021-act. | ATV                     |

### Cine
| Título                                      | Año  | Acreditado como | Acreditado como | Acreditado como | Papel              |
| Título                                      | Año  | Actor           | Director        | Productor       | Papel              |
| ------------------------------------------- | ---- | --------------- | --------------- | --------------- | ------------------ |
| La paisana Jacinta en búsqueda de Wasaberto | 2017 | Sí              |                 |                 | La paisana Jacinta |

### Videos musicales
- Unidos, de Anna Carina Copello